# Hạng (họ)
Hạng là một họ của người Trung Quốc (giản thể: 项; phồn thể: 項; bính âm: Xiang). Trong danh sách Bách gia tính họ này xếp thứ 125.

## Người Trung Quốc họ Hạng nổi tiếng
- Hạng Vũ, vua nước Sở thời Hán-Sở tranh hùng, Hạng Lương, Hạng Bá, Hạng Trang.
- Hạng Hoài Thành, bộ trưởng Bộ Tài chính Trung Quốc
- Hạng Anh, tướng của Giải phóng quân Trung Quốc